# Fodina gloriosa
Fodina gloriosa är en fjärilsart som beskrevs av Lucas 1892. Fodina gloriosa ingår i släktet Fodina och familjen nattflyn. Inga underarter finns listade i Catalogue of Life.